# Amédée Greyfié de Bellecombe
Amédée Greyfié de Bellecombe (Moûtiers, 20 novembre 1811 – Brides-les-Bains, 1º ottobre 1879) è stato un politico francese.

## Biografia
Fu Deputato del Regno di Sardegna nella VII legislatura, eletto nel Collegio elettorale di Moûtiers. Guidò la delegazione inviata presso Napoleone III, composta da 41 savoiardi (nobili, borghesi, impiegati ministeriali) favorevoli all'annessione della Savoia alla Francia.
Fu, inoltre, deputato del Corpo legislativo nella II legislatura dal 9 dicembre 1860 all'8 luglio 1861.